# Fasces

Rzymskie fasces

Fasces (w tym znaczeniu plurale tantum, od łac. fascis „wiązka”) lub rózgi liktorskie – obwiązany rzemieniem pęk rózg, czasem z zatkniętym weń toporem (wojennym) o podwójnym żelaznym ostrzu.
Fasces pierwotnie stanowiły symbol władzy każdego etruskiego króla – lukumona (lucumo), niesiony przez jego liktorów (lictores), stanowiących osobistą ochronę władcy.
Fasces w tej samej funkcji, z prawie identycznym rytuałem, zostały przejęte przez starożytnych Rzymian. Były noszone przed cesarzem i najwyższymi urzędnikami rzymskimi przez liktorów, których liczba była uzależniona od rangi i miejsca pojawienia się dostojnika. Czasami liktorzy towarzyszyli obywatelom rzymskim podczas specjalnych wydarzeń, np. pogrzebów lub kiedy dochodziło do pojednania, co miało wyrażać wdzięczność Miasta. Rzymskie fasces różniły się od etruskich tym, że topór (zatknięty w wiązkę poza pomerium lub w czasie wojny) miał tylko jedno żelazne ostrze.
W czasach nowożytnych rózgi liktorskie stały się symbolem:
- idei republikańskiej; w tym charakterze znajdują się w godle Francji i innych państw[3];
- przed 1914 ruchów lewicowych i włoskich rewolucjonistów[3][4];
- ruchu faszystowskiego (nazwa faszyzm pochodzi od wł. fasci) i narodowosocjalistycznego;
- wszechwładzy i siły państwa; w tym charakterze wykorzystywany m.in. powszechnie w faszystowskich Włoszech i nazistowskich Niemczech oraz okazjonalnie w sanacyjnej Polsce (np. zachowane do dziś liczne rzymskie fasces na elewacji gmachu Sejmu Śląskiego i Urzędu Wojewódzkiego w Katowicach, podkreślające supremację Rzeczypospolitej Polskiej nad autonomicznym Śląskiem[5]). W latach 1824–1826, z inicjatywy Stanisława Staszica i według projektu S. Stompfa, wzniesiono na wzgórzu Zamku królewskiego w Lublinie nową budowlę w stylu neogotyku angielskiego, przeznaczoną na więzienie Królestwa Kongresowego, z fasces etruskimi na dwóch wieżach wjazdowych oraz na zwieńczeniu Baszty.

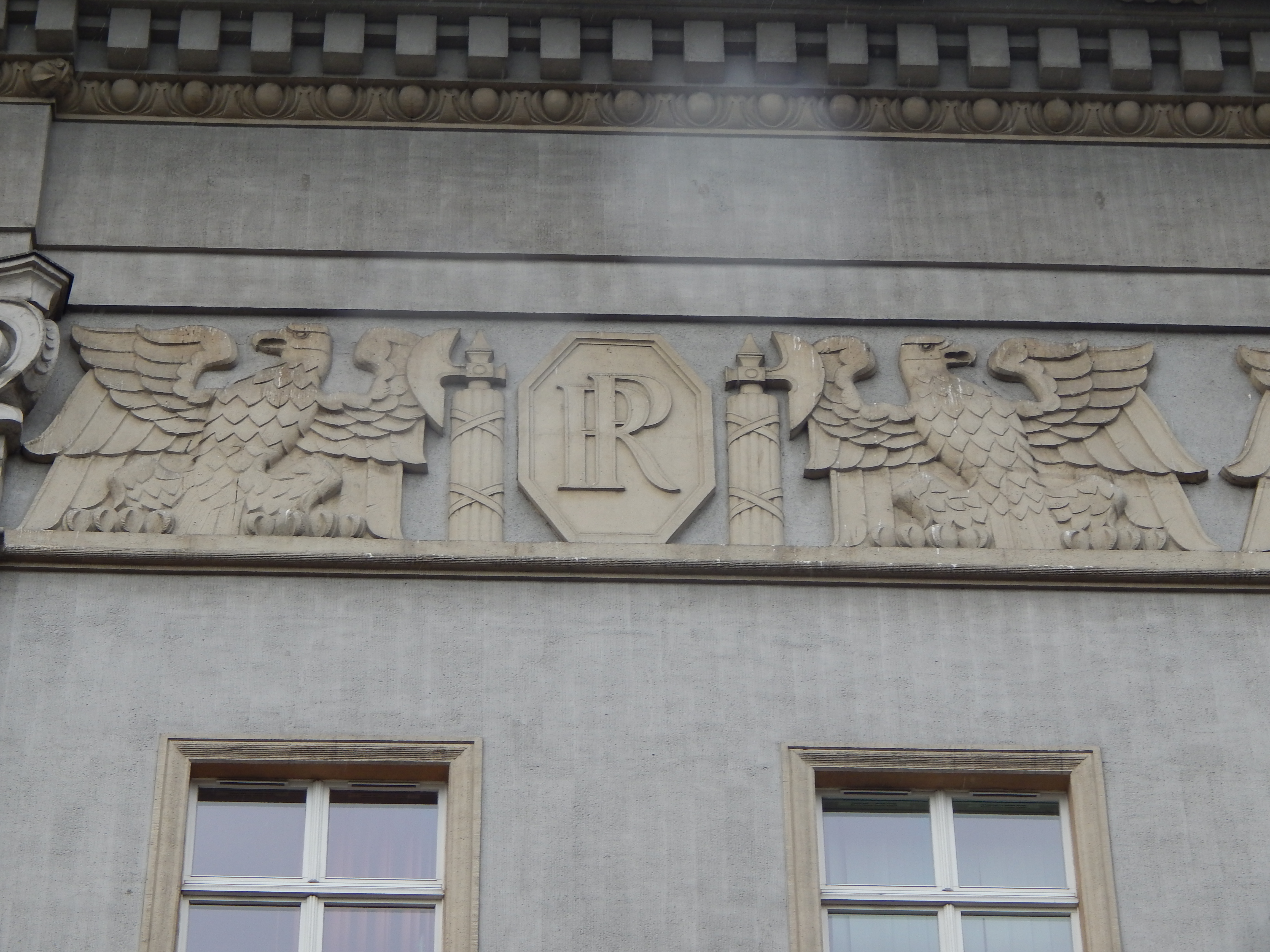
Fragment elewacji gmachu Sejmu Śląskiego – Fasces